# فرودگاه کبالوکوچا
فرودگاه کبالوکوچا (به انگلیسی: Caballococha Airport) یک فرودگاه همگانی با کد یاتا LHC است . این فرودگاه در کشور پرو قرار دارد و در ارتفاع ۱۰۰ متری از سطح دریا واقع شده‌است.